# Johann Raithel
Johann Raithel (* 11. März 1897 in München; † 29. Januar 1961 in Harksheide) war ein deutscher Generalleutnant der Luftwaffe im Zweiten Weltkrieg.

## Leben
Raithel trat am 15. August 1914 in das kaiserliche Heer ein und diente im Ersten Weltkrieg in der Infanterie. Später wechselte er zur Fliegertruppe, wo er auch den Krieg als Leutnant beendete. Danach wurde er in die Reichswehr übernommen und diente im Infanterie-Regiment 20 der 7. Division. Am 1. April 1925 erfolgte dort die Beförderung zum Oberleutnant. Ab Oktober 1929 nahm er ein Ingenieursstudium auf, das er am 28. April 1934 mit dem Titel eines Diplom-Ingenieurs abschloss. Zwischenzeitlich war er am 1. April 1931 zum Hauptmann befördert worden.
Am 1. Mai 1934 wechselte er vom Heer zur Luftwaffe und übernahm als Staffelkapitän die 1. Staffel der Fliegergruppe Döberitz, die später in 1. Staffel des Jagdgeschwaders 132 (späteres Jagdgeschwader 2 „Richthofen“) umbenannt wurde. Hier wurde er am 1. Dezember 1934 zum Major befördert. Danach übernahm er am 1. Juli 1936 das Amt des Inspekteurs der Jagdflieger, wo ihn am 1. Januar 1937 die Beförderung zum Oberstleutnant erreichte. Nach kurzer zwischenzeitlicher Verwendung im Reichsluftfahrtministerium wechselte er am 1. Mai 1938 als Luftattaché zur deutschen Botschaft nach Sofia in Bulgarien. Nach erneuter Beförderung am 1. April 1939 zum Oberst arbeitete er ab 1. Oktober 1939 wieder direkt im Reichsluftfahrtministerium.
Am 1. August 1940 übernahm er das Amt eines Geschwaderkommodore des Kampfgeschwaders 77. Dieses Geschwader, das mit zweimotorigen Bombern vom Typ Dornier Do 17 und Junkers Ju 88 ausgestattet war, lag zu dieser Zeit im besetzten Nordfrankreich und bereitete sich auf die Luftschlacht um England vor. Im Folgejahr nahm das Geschwader unter Raithels Führung am Deutsch-Sowjetischen Krieg teil, als es der Luftflotte 1 im Nordabschnitt der Front unterstellt war.
Nachdem er am 17. Oktober 1941 des Ritterkreuz des Eisernen Kreuzes und am 1. April 1942 die Beförderung zum Generalmajor erhalten hatte, wechselte er erneut auf verschiedene Stellen im Reichsluftfahrtministerium. Dort blieb er bis zum 15. Juni 1944, bevor er in den Stab der Luftflotte Reich wechselte, um Verbindungsaufgaben zu übernehmen. Ab 6. Dezember befand er sich in der Flieger-Ersatz-Division, in der er am 1. Januar 1945 Generalleutnant wurde. Ab 28. Februar 1945 wurde er endgültig aus der Luftwaffe verabschiedet, geriet am 12. Mai 1945, nach der bedingungslosen Kapitulation der Wehrmacht, in alliierte Kriegsgefangenschaft und wurde aus dieser am 12. Mai 1947 entlassen.